# Société des applications du refroidissement par air

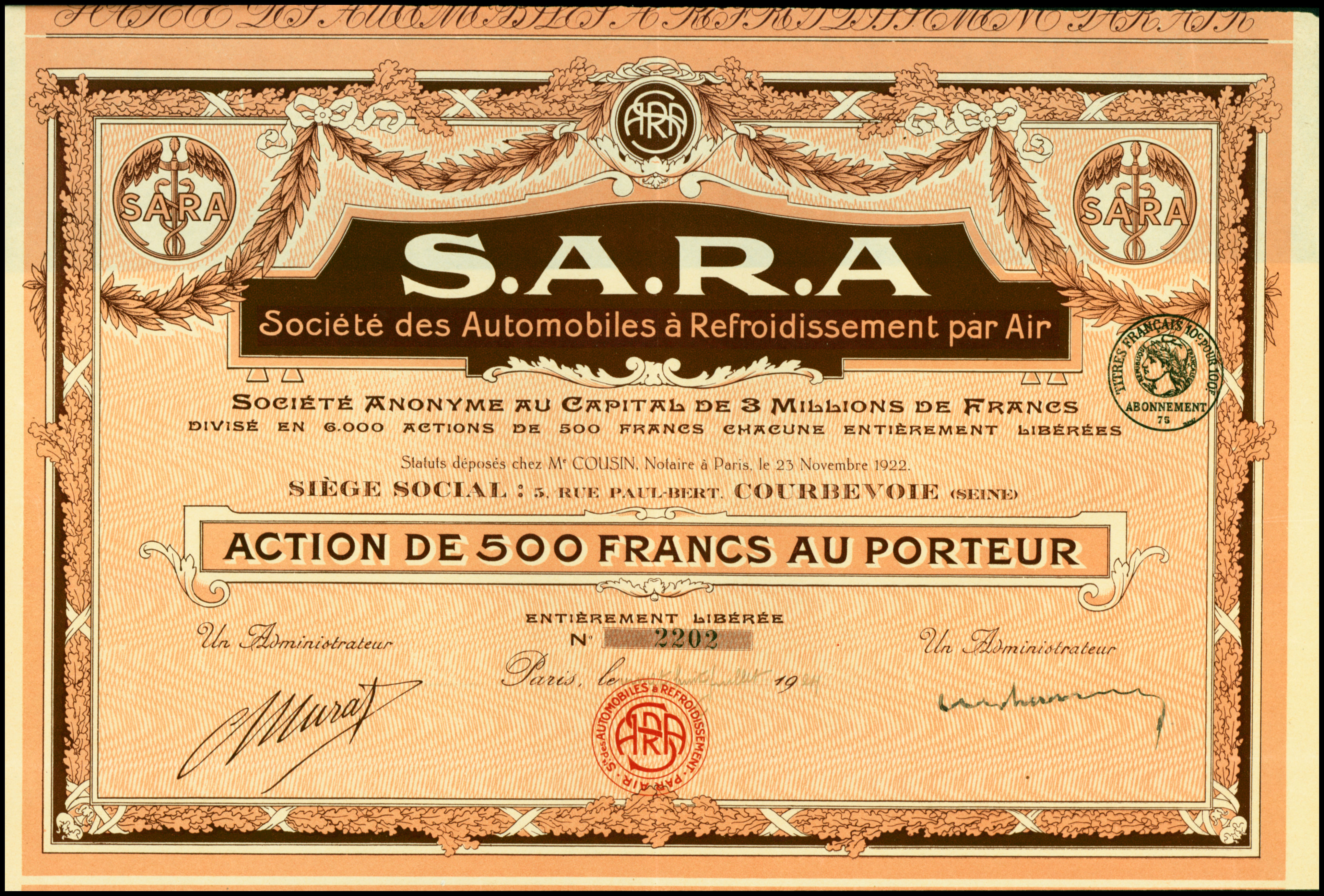
Action de la Société des Automobiles à Refroidissement par Air en date du 28 juillet 1924

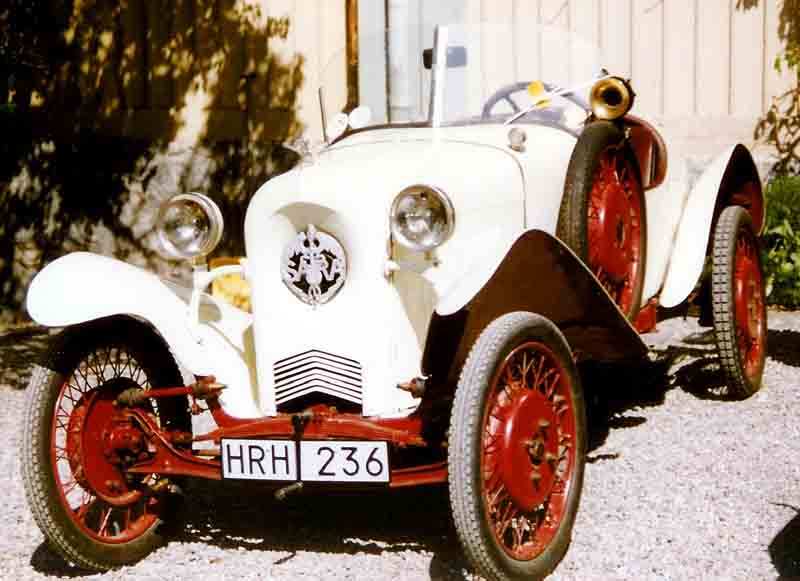
Une SARA 2-places sport de 1923

La Société des Automobiles à Refroidissement par Air (SARA) est un constructeur automobile français, qui commença à produire des cyclecars de qualité dès 1922 dans son usine de Courbevoie. Sa particularité était son moteur de 1 100 cm3 à quatre cylindres en ligne refroidi par air.
En 1925, le modèle phare est la série BE/SM de 7 CV dont les caractéristiques sont :
- moteur à quatre cylindres en ligne refroidi par air forcé par turbine développant 28 chevaux à 3 500 tours par minute
- transmission arrière avec pont oscillant
- boîte de vitesses à 4 rapports et marche arrière
- suspension avant par ressort à lames transversal et arrière par ressorts demi-cantilever
- direction à vis sans fin
- frein mécanique sur les quatre roues
- roues à rayons
- poids de 830 kg
- vitesse maximale de 100 km/h

## France
Ces petites cylindrées subirent des perfectionnements notables et eurent des résultats intéressants aux 24 Heures du Mans : en 1923, 1924 et 1925, une voiture SARA était à l'arrivée. En 1926, les deux voitures engagées arrivent en onzième et douzième places à la distance à 75 km/h de moyenne.

## Suisse
En 1927, Louis Ramuz remporte en Suisse au volant de sa SARA la course du Klausen dans la catégorie 1 100 cm3 avec un temps de 26 minutes 20 secondes et 60 centièmes. Cette épreuve était à l’époque l’une des plus difficiles et prestigieuses courses de côte en Europe. Avec une distance de 21,5 kilomètres et une dénivellation de 1 300 mètres, le parcours reliait la ville de Linthal (canton de Glaris) au col du Klausen. 

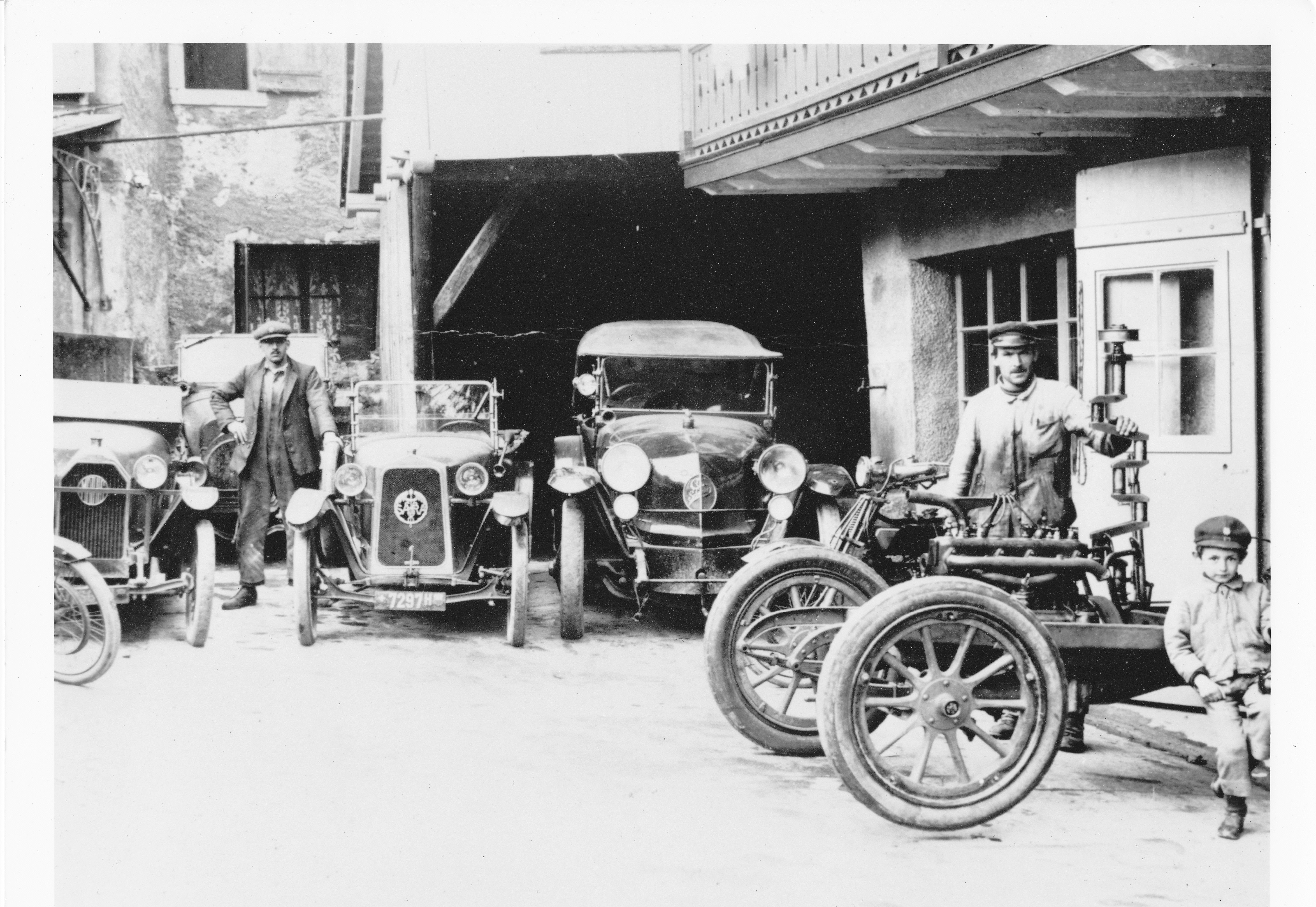
en arrière-plan, les S.A.R.A de l'époque.

Louis Ramuz commercialisait à cette époque la marque SARA dans son garage en ville de Lausanne. Sa participation à la course du Klausen était motivée par la nécessité de faire connaitre cette nouvelle marque auprès du public suisse. Ce garagiste ingénieux avait même lancé l’idée d’une course entre une SARA et le train Paris-Lausanne, course qu’il remporta également. 